# Viton

Handschuhe zum Schutz vor Chemikalien aus Viton

Viton ist die Warenbezeichnung der Chemours (ehemals: DuPont Performance Elastomere) für deren Fluorelastomere. Das relativ teure Viton findet in der Technik Anwendung als Dichtungsmaterial mit hoher thermischer und chemischer Beständigkeit, beispielsweise als O-Ring-Dichtung für lösbare Flanschverbindungen in der Vakuumtechnik. Aufgrund der guten Löslichkeit von Viton in Estern und Aceton wird es weiterhin als Bindemittel bei der Sprengstoffverarbeitung und in pyrotechnischen Sätzen z. B. MTV (Magnesium/Teflon/Viton) eingesetzt.
In Abhängigkeit von der Kettenlänge und vom Verhältnis der Monomerbausteine zueinander ist Viton auch als stark viskose Paste erhältlich, die bei etwa 100 °C erweicht und dann durch Extrusion verarbeitet werden kann.
Im Gegensatz zu anderen Elastomeren hält es Kohlenwasserstoffen wie z. B. Ölen und Treibstoffen auch bei höheren Temperaturen stand, ohne aufzuquellen oder sich aufzulösen.
FKM ist die internationale Abkürzung nach der DIN-ISO Norm (früher: FPM) und der amerikanischen Norm ASTM.

## Anwendungen
- Chemikalienschutzanzüge
- Dichtungen: Die Dichtungsringe des Space-Shuttle-Feststoffboosters bestehen aus dem hitzeresistenten Viton. Beim Absturz des Challenger Space Shuttles spielte das Materialverhalten bei niedrigen Temperaturen eine wichtige Rolle.
- Rundschnüre
- Schläuche
- Schrumpfschlauch
- Schutzhandschuhe